# Chrysostomus Hailland
Chrysostomus Hailland (* 6. August 1708 in Füssen; † 27. Oktober 1753 in Wil) war von 1743 bis 1744 Bibliothekar des Klosters St. Gallen. 

## Leben und Wirken
Chrysostomus Hailland legte seine Profess am 28. Oktober 1727 ab. Subdiakon wurde er am 23. September 1730 und Diakon am 19. Mai 1731. Er wurde am 20. September 1732 Priester, am 18. Oktober 1733 Rhetoriklehrer. Den 17. Juni 1737 und wieder den 6. Juli 1739 hielt Chrysostomus Hailland feierliche Disputationen ab. Am 8. November 1741 wurde er Professor der spekulativen Theologie, den 2. Februar 1743 dann auch der praktischen Theologie. Am 5. Januar desselben Jahres wurde er Brüderinstruktor, am 23. Oktober dann Bibliothekar. Kurz darauf, am 20. Mai 1744, kam er als Pfarrer nach Wil, wo er bis zu seinem Tod 1753 blieb. 
Nebst seiner Auseinandersetzung mit der scholastischen Philosophie von Abt Celestino Sfondrati kümmerte sich Chrysostomus Hailland auch um den Jurisdiktionskonflikt zwischen Konstanz und St. Gallen. Hierzu sollte Chrysostomus am 10. November 1740 etwas «componyren», wie Abt Cölestin schrieb. Das fragliche Schriftstück ist jedoch nicht erhalten.